# Oracle SQL Developer
Oracle SQL Developer је интегрисано развојно окружење за рад са SQL-ом у Oracle базама података. Oracle пружа овај производ бесплатно; користи Java Development Kit.

## Карактеристике
Oracle SQL Developer подржава Oracle производе. У прошлости је био подржан низ додатака трећих страна које су корисници могли да примене за повезивање са базама података које нису Oracle. Oracle SQL Developer је радио са базама података Microsoft Access, MySQL и др. 
Oracle SQL Developer подржава аутоматске табулације, увид у код, упаривање заграда и бојење синтаксе за PL/SQL .
Будуће верзије програма Oracle SQL Developer ће користити Visual Studio Code. 

## Компоненте
Компоненте Oracle SQL Developer-а укључују OWA (Oracle Web Agent или MOD_PLSQL), модул за проширење за Apache сервер, и помаже у подешавању динамичких веб страница из PL/SQL-а унутар Oracle SQL Developer-а. 

## Додаци
Поред додатака које пружа Oracle, треће стране су написале екстензије за додавање нових функција SQL Developer-у и за интеграцију са другим производима: 
Интеграција са другим Oracle производима

- SQL Developer Data Modeler ради са метаподацима и моделира их. [5] Пре верзије 3, представљао је засебан (али интегрисан) бесплатни [6] пандан SQL Developer-а. Од SQL Developer верзије 3 моделирање је постало интегрисани део целокупног алата. „Data Modeler“ може да произведе (између осталог)  датотеке. [7]
- Рудар података [8]